# ویلهلم آدام
ویلهلم آدام (به آلمانی: Wilhelm Adam) (۱۵ سپتامبر ۱۸۷۷–۸ آوریل ۱۹۴۹) نظامی بلندپایه آلمانی بود که با درجه سرگرد در جنگ جهانی اول جنگید و در دوره میان‌دوجنگ برای مدتی ریاست دفتر نیرو رایشس‌هیر را بر عهده داشت. آدام در جریان بحران زودتنلانت در سال ۱۹۳۸ فرمانده کل جبهه غربی آلمان بود. در پایان این سال با درجه افتخاری ارتشبد بازنشسته شد و در جریان جنگ جهانی دوم در ورماخت خدمت نکرد.

## سال‌های اولیه
ویلهلم آدام روز ۱۵ سپتامبر سال ۱۸۷۷ در آنسباخ در بایرن زاده شد. روز ۱۹ ژوئیه سال ۱۸۹۷ به عنوان افسر دانشجو به گردان خط آهن بایرن پیوست. روز ۱۰ مارس سال ۱۸۹۹ با درجه ستوان دوم به زمره افسران درآمد. روز ۲۱ سپتامبر سال ۱۹۰۲ به گروهان تلگراف بایرن منتقل شد. روز ۲۸ اکتبر سال ۱۹۰۵ به درجه ستوان یکم ترفیع گرفت. روز ۲۲ مارس سال ۱۹۰۶ به گردان خط آهن بایرن بازگشت. روز ۲۹ سپتامبر همان سال ازدواج کرد.
ماه اکتبر سال ۱۹۰۷ به دانشکده جنگ بایرن فرستاده شد. پس از فارغ‌التحصیلی، روز ۱ اکتبر سال ۱۹۱۱ به درجه سروان ترفیع گرفت. روز ۱ اکتبر سال ۱۹۱۲ به فرماندهی یک گروهان در گردان مهندسی بایرن منصوب شد. با آغاز جنگ از روز ۸ اوت سال ۱۹۱۴ یک گروهان را در گردان ۲ مهندسی بایرن فرماندهی کرد. روز ۷ سپتامبر همان سال به ستاد کل کبیر منتقل شد. روز ۱۴ دسامبر سال ۱۹۱۷ به درجه سرگرد ترفیع گرفت. در ماه‌های پایانی جنگ، روز ۲۴ ژوئن سال ۱۹۱۸ فرمانده گردان ۱۷ مهندسی بایرن شد. پس از امضای پیمان آتش‌بس، از روز ۱۱ ژوئن سال ۱۹۱۹ افسر رابط در دولت بایرن بود.
آدام پس از جنگ در رایشسور ماند. از ماه اکتبر سال ۱۹۲۰ در ستاد منطقه نظامی شماره ۷ بود. سال ۱۹۲۳ به درجه سرهنگ دوم ترفیع گرفت و فرمانده گردان ۳ هنگ ۱۲ پیاده‌نظام شد. ماه اکتبر سال ۱۹۲۵ به ریاست ستاد لشکر هفتم منصوب گردید. روز ۱ فوریه سال ۱۹۲۷ به درجه سرهنگ ترفیع گرفت. از ماه آوریل ۱۹۲۸ فرماندهی هنگ ۱۹ پیاده‌نظام را بر عهده داشت. روز ۱ فوریه سال ۱۹۳۰ به درجه سرتیپ ترفیع گرفت و رئیس ستاد گروه فرماندهی ۱ شد. آدام ماه سپتامبر سال ۱۹۳۱، همراه سرهنگ والتر فون براوخیچ و سرهنگ دوم ویلهلم کایتل، فرماندهان گروه فرماندهی‌های ۴ و ۲، سفری به اتحاد جماهیر شوروی داشت. اطلاعاتی از کم‌وکیف این سفر نقل نشده است.

## دفتر نیرو
آدام به عنوان افسری توانمند و با بهره‌وری بالا لقب «پدر نیروهای کوهستان» آلمان را به خود گرفت. رابطه نزدیکی با سرلشکر کورت فون هامرشتاین-اکورت، رئیس دفتر نیرو داشت. بدین ترتیب، پس از آن که فون هامرشتاین به ریاست فرماندهی نیروی زمینی رسید، آدام ماه اکتبر سال ۱۹۳۰، به عنوان جانشین او، به ریاست دفتر نیرو (تروپه‌نامت - عنوان پوششی ستاد کل نیروی زمینی) در وزارت رایشسور برگزیده شد. روز ۱ دسامبر سال ۱۹۳۱ به درجه سرلشکری ترفیع گرفت.
سال ۱۹۳۳ حزب ناسیونال سوسیالیست در آلمان به قدرت رسید. لهستانی‌ها برای تحت فشار گذاشتن آلمان برای مذاکره، ماه مارس شبه‌جزیره وسترپلاته در ناحیه دانتسیش را اشغال کردند. در پی این اتفاق ارتشبد ورنر فون بلومبرگ، وزیر دفاع آلمان، از آدام خواست شرایط نظامی آلمان را مورد بررسی قرار دهد. در گزارشی که بدین منظور آماده شد آمد با وجود همه تلاش‌های رایشسور در دوره جمهوری وایمار برای تقویت قابلیت‌های دفاعی، شرایط نظامی آلمان در این زمان چندان امیدوارکننده نیست. به گفته آدام، نیروهای مسلح آلمان احتمالاً بتوانند جلوی پیشروی لهستانی‌ها به سمت برلین را بگیرند اما کمبود نیروی ذخیره، افسر و تجهیزات و تسلیحات نوین دارند. طبق این برآورد، کمبود فلج‌کننده مهمات سبب خواهد شد آلمان تنها دو هفته بتواند به جنگ ادامه دهد. در این حین اگر چکسلواکی یا فرانسه هم در جنگ دخالت کند، دیگر کار زیادی از دست رایشسور برنخواهد آمد. از این رو، آدام نتیجه گرفت که هر کاری باید کرد که از یک تقابل نظامی جلوگیری شود؛ حتی اگر به قیمت «شکست دیپلماتیک» باشد. این شرایط نتیجه محدودیت‌های اعمال شده بر نیروهای مسلح آلمان بر طبق پیمان ورسای بود که رایشسور را به نیرویی به نیرویی دست دوم و صرفاً برای امنتیت داخلی بدل می‌کرد.
آدام نظر مساعدی نسبت به ناسیونال سوسیالیسم نداشت. بدین ترتیب سال ۱۹۳۳ از جایگاه خود در دفتر نیرو برکنار شد. سرلشکر لودویگ بک جای او را در این مقام گرفت. فرماندهی منطقه نظامی شماره ۷ در مونشن به آدام سپرده شد. روز ۱ آوریل سال ۱۹۳۵ به درجه سپهبد (ژنرال پیاده‌نظام) ترفیع گرفت.

## دانشکده ورماخت
ترفیع درجه
- ۱۰ مارس ۱۸۹۹: ستوان دوم
- ۲۸ اکتبر ۱۹۰۵: ستوان یکم
- ۱ اکتبر ۱۹۱۱: سروان
- ۱۴ دسامبر ۱۹۱۷: سرگرد
- ۱۵ نوامبر ۱۹۲۲: سرهنگ دوم
- ۱ فوریه ۱۹۲۷: سرهنگ
- ۱ فوریه ۱۹۳۰: سرتیپ
- ۱ دسامبر ۱۹۳۱: سرلشکر
- ۱ آوریل ۱۹۳۵: سپهبد (ژنرال پیاده‌نظام)
- ۱ ژانویه ۱۹۳۹: ارتشبد

ماه اکتبر همان سال از طرف ارتشبد ورنر فون بلومبرگ، وزیر جنگ رایش، در بدو تأسیس، فرمانده دانشکده ورماخت در برلین شد. این دانشکده کوچک با ده دانشجو (شش نفر از نیروی زمینی، دو نفر از نیروی هوایی و دو نفر از نیروی دریایی)، برای تربیت افسران میان‌رده برای امور عالی راهبردی و هماهنگی بین سه قوه نیروهای مسلح به وجود آمد. دانشکده به عنوان یک مؤسسه بین‌قوه‌ای، به جای فرماندهی عالی نیروی زمینی، در واقع زیر نظر وزارت جنگ بود. تنها افسرانی با توانایی بالا و درجه‌هایی معادل سرهنگ دوم و سرهنگ می‌توانستند در این دانشکده تحصیل کنند. سال ۱۹۳۷ شش جا هم برای مقامات وزارت‌خانه‌های غیرنظامی مرتبط به امور جنگی بدان افزوده شد. به هر صورت تلاش هر یک از قوا برای عمل مستقلانه، در کار دانشکده اختلال می‌آفرید.
فرماندهی دانشکده ورماخت ظاهراً بسیار مهم بود اما آدام با وجود درجه بالا، در عمل در این جایگاه به انزوای نسبی کشیده شده بود. رابطه آدام با کورت فون شلایشر و انتقادات علنی او از آدولف هیتلر سبب سردی رابطه او و پیشوا می‌شد. با توجه به سن زیاد و همچنین جهت‌گیری‌های پیشین سیاسی که به مسئله بلومبرگ-فریچ مرتبط می‌شد، یکی از گزینه‌های بازنشستگی بود. حتی خود او هم از سپهبد بِک خواست او را مرخص کند. به هر شکل در این زمان فعلاً تصمیم به ماندن آدام گرفته شد.

## فرمانده کل غرب و ساخت وست‌وال
اوایل سال ۱۹۳۸ پس از الحاق اتریش به آلمان یک گروه ارتش جدید در وین تشکیل و سپهبد ویلهلم لیست به فرماندهی آن منتقل شد. بِک توانست آدام را راضی به پر کردن جایگاه پیشین لیست بکند. بدین ترتیب آدام روز ۱ آوریل سال ۱۹۳۸، احتمالاً همراه با توصیه سپهبد ویلهلم کایتل، رئیس فرماندهی عالی ورماخت، به فرماندهی گروه ارتش ۲ در کاسل برگزیده شد. با رفتن آدام دانشکده ورماخت، پس از سه سال فعالیت، برچیده شد. آدام روز ۲۶ ژوئن سال ۱۹۳۸ به نزد هیتلر در برگهوف احضار شد تا شخصاً گزارش پیشرفت ساخت استحکامات دفاعی مرزهای غربی موسوم به وست‌وال را ارائه کند. هیتلر شخصاً پیگیر کار ساخت این استحکامات بود و سازمان ساخت‌وساز-مهندسی توت را برای آن به کار گرفته بود. پیش از دیدار سرهنگ دوم رودولف اشمونت، آجودان ارشد هیتلر به آدام گفت پیشوا بسیار دلواپس موضوع ساخت‌وساز است و به او توصیه می‌شود گزارش مورد پسندی ارائه کند. با این وجود، آدام در این دیدار به پیشوا گفت که کار زیادی هنوز انجام نشده است. این سخن موجب ناراحتی هیتلر شد. آدام اذعان داشت که ساخت ۱۲٬۰۰۰ پناهگاهی که او دستور آن را داده است غیرممکن است. هیتلر با عصبانیت گفت کلمه «غیرممکن» برای توت بی‌معنی است.
قرار بود در صورت وقوع جنگ آدام فرمانده کل جبهه غربی باشد. در کنفرانس روز ۴ اوت فرماندهان سپاه‌ها و گروه ارتش‌ها در برلین، آدام دوباره اعلام کرد که ساخت و نفرات دفاع وست‌وال هنوز تکمیل نشده است و افزود در جنگ احتمالی پیش رو، نخواهد توانست جلوی فرانسوی‌ها را بگیرد. به اذعان او، مورد سبز، طرح عملیاتی تهاجم به چکسلواکی، تنها پنج لشکر از نیروهای فعال در کنار چهار لشکر از نیروهای ذخیره و چهارده لشکر از نیروهای مسن‌تر (لنت‌ور - ۳۵ تا ۴۵ ساله) برای او باقی گذاشته است. آدام پیش‌بینی کرد فرانسوی‌ها با صد لشکری که می‌توانند به‌کار گیرند، به سرعت این نیروها را درهم‌خواهند کوبید. ارتشبد والتر فون براوخیچ، فرمانده کل نیروی زمینی پس از شنیدن این گزارش، خود را شریک این نگرانی‌ها دانست. آدام هم‌راستا با تنی چند از دیگران افسران بلندپایه ورماخت، در تلاش بود هیتلر را از حمله به چکسلواکی منصرف کند. سپهبد گونتر فون کلوگه، فرمانده گروه ارتش ۶ در پشتیبانی از آدام، پیشنهاد کرد در صورتی که کارهای هیتلر به جنگ بینجامد، افسران ارشد دسته جمعی کناره‌گیری کنند. آدام اعلام کرد حاضر است در صورتی که فرصتی به دست آورد این مسائل را با خود هیتلر در میان بگذارد. سپهبد گوستاف آنتون فون ویترسهایم، نامزد ریاست ستاد آدام در شرایط جنگی، روز ۱۰ اوت در برگهوف، آرای آدام را به هیتلر منتقل کرد. در این گزارش آمد که آلمانی‌ها بیش از سه هفته نخواهند توانست خط وست‌وال حفظ کنند. به نقل خاطرات یودل، هیتلر در واکنش به تندی گفت پس در این صورت نیروی زمینی به هیچ دردی نمی‌خورد. هیتلر در ادامه فریاد کشید که این مواضع نه تنها سه هفته بلکه سه سال حفظ خواهد شد. هیتلر بعداً به کایتل گفت چنین ژنرالی که از همان ابتدا باوری به مأموریت خود ندارد بی‌فایده است. کایتل در تلاش برای وجهه‌بخشی به آدام، به هیتلر گفت آدام یکی از لایق‌ترین ژنرال‌های آلمان است و با این سخنان فقط خواسته بخشی از مشکلاتش را باز گو کند. ساخت استحکامات وست‌وال در اولویت نسبت به تمامی دیگر پروژه‌های ساختمانی قرار گرفت و تا پایان ماه اوت ۱۴۸٬۰۰۰ کارگر و ۵۰٬۰۰۰ نیروی ساخت‌وساز نظامی به آن اختصاص یافت. ساخت شبکه اتوبان‌ها برای آزاد کردن کارگران موقتاً متوقف شد.
هیتلر از روز ۲۶ اوت بازدیدی از وست‌وال داشت. آدام روز ۲۷ اوت در آخن به قطار ویژه پیشوای پیوست و تا مرز سوئیس با او رفت. در مسیر دیگر دست اندر کاران با صحنه‌آرایی سعی در راضی کردن هیتلر داشتند. آدام روز ۲۹ اوت سوار بر خودروی شخصی پیشوا، در خواسته‌ای جسورانه، تقاضای صحبت خصوصی با او کرد. هیتلر این تقاضا را پذیرفت و دیگران از جمله هاینریش هیملر را مرخص کرد. آدام به او اعلام کرد تا پایان ماه اکتبر تنها حدود یک سوم از کار تمکیل خواهد شد و این تنها در صورتی است که مصالح به موقع تأمین شود. هیتلر برآشقته شد و این‌ها را متناسب با ظرفیت آلمان ندانست. وقتی آدام از امکان دخالت غربی‌ها در مسئله چکسلواکی سخن به میان آورد، هیتلر مدعی شد آن‌ها چنین توانی ندارند. آدام در پاسخ به طعنه گفت پس در این صورت، نیازی به نگرانی از مرزهای غربی نیست. به هر حال هیتلر خود را آرام کرد و مشاجرهٔ بیشتری در این موقعیت صورت نگرفت. به نقل از یودل، هیتلر با مشاهده کارهای «عظیم» انجام شده گفت: «کسی که نتواند این استحکامات را حفظ کند بی‌شرف است» و به آدام خطاب کرد: «حیف که پیشوا و صدراعظم هستم و نمی‌توانم فرمانده کل جبهه غربی باشم.» به هر حال، آدام فعلاً همچنان برای مدتی دیگر در فرماندهی جبهه غربی باقی ماند.
با امضای پیمان مونشن در ماه سپتامبر سال ۱۹۳۸ و الحاق بدون درگیری زودتنلانت به آلمان، جنگی به پا نشد. این به معنای پایان کار افرادی چون آدام بود که پیش‌بینی دیگری داشتند. همین که لشکرهای ذخیره از جبهه غربی مرخص شدند، آدام روز ۱۶ اکتبر از مقام خود استعفا داد که بلافاصله با آن موافقت شد. در این زمان او از نظر ارشدیت در رتبه هفتم افسران نیروی زمینی آلمان بود. آدام و سپهبد ویلهلم ریتر فون لیب ارشدترین افسران بایرنی نیروهای مسلح بودند. آدام روز ۳۱ دسامبر همان سال با درجه افتخاری ارتشبد، بازنشسته شد و دیگر هیچگاه به خدمت فراخوانده نشد. به عقیده تیلور تلفورد، نظامی و تاریخ‌دان آمریکایی، اگر آدام تصمیم می‌گرفت با هیتلر و حکمرانی او همراهی کند به احتمال زیاد در آینده به درجه فیلدمارشی می‌رسید و یکی از فرماندهان ارشد میدانی آلمان در جنگ جهانی دوم می‌شد.

## پس از جنگ و مرگ
آدام به زادگاهش بایرن بازگشت و دوره بازنشستگی خود را در گمنامی کامل در گارمیش-پارتنکیرچن گذراند. ارتشبد ویلهلم آدام در نهایت روز ۸ آوریل سال ۱۹۴۹ درگذشت. او خاطراتش را در هفتصد صفحه نگارش کرده بود و در ابتدا وصیت داشت که این نوشته‌ها پس از مرگش منتشر شود اما خود بعداً در زمان حیات از این تصمیم بازگشت و این خاطرات منتشر نشد. تصور می‌شود دلیل آن انتقادات او نسبت به کسانی بود که پس از جنگ هنوز زنده بودند.